# Dénutrition
 Mise en garde médicale
La dénutrition est un état pathologique résultant d'apports nutritionnels insuffisants en regard des dépenses énergétiques de l'organisme. Lorsque les apports sont inadaptés en plus d'être insuffisants, on parle de malnutrition.
La dénutrition est classée dans la section marasme nutritionnel de la classification internationale des maladies.

## Physiopathologie
La dénutrition peut avoir de multiples origines. L'étiologie en est variée et peut associer une affection organique, psychiatrique ou sociale. La dénutrition est dite primaire lorsque celle-ci est induite par une cause directe, et secondaire lorsqu'elle est provoquée des suites d'une autre affection. On distingue deux mécanismes physiopathologiques : la carence d'apports et l'hypermétabolisme.

### Dénutrition par carence d'apports
En cas de carence d'apports se met en place l'état de jeûne, qui évolue selon plusieurs étapes. Les sources d'énergie dans le jeûne sont, pour le métabolisme glucidique, l'utilisation du glycogène hépatique ainsi que la synthèse de glucose et, pour le métabolisme lipidique, l'utilisation des acides gras et la cétogenèse.
- Jeûne immédiat : adaptation à la prise discontinue de nourriture depuis moins de douze heures. La sécrétion d'insuline diminue, tandis que celle de glucagon augmente. Ce jeu hormonal entraîne une stimulation de la lipolyse et de l'oxydation des acides gras, puis une cétogenèse. Afin de maintenir la glycémie, la glycogénolyse est stimulée, de manière exclusive.

- Jeûne court : adaptation à l'absence de prise alimentaire sur une durée de douze heures à trois ou quatre jours. La sécrétion d'insuline diminue encore. L'épuisement des réserves de glycogène entraîne une baisse de la glycémie. La seule source de glucose de l'organisme devient la néoglucogenèse, qui fabrique du glucose à partir des acides aminés des protéines musculaires en produisant de l'urée comme déchet. L'excrétion de l'urée augmente donc. La cétogenèse se poursuit.

- Jeûne prolongé : après cinq jours environ jusqu'à plusieurs semaines. Les corps cétoniques plasmatiques augmentent, tandis que l'excrétion d'urée de stabilise à 50 mg/kg/j. Cette stabilisation est en rapport avec une stabilisation de la protéolyse à visée d'épargne protéique. De nouvelles modifications hormonales se produisent, avec une diminution de la production des hormones thyroïdiennes.

- Phase terminale Lorsque les réserves lipidiques sont épuisées, les taux plasmatiques d'acides gras et de corps cétoniques s'abaissent, tandis que la glycémie remonte. En effet, on observe alors un surcroît de mobilisation des protéines des muscles squelettiques pour la néoglucogenèse. Cette dernière entraîne un accroissement de l'excrétion d'urée et d'azote et se solde par une forte morbi-mortalité.

### Dénutrition par hypermétabolisme (augmentation des dépenses énergétiques)
En cas d'agression de l'organisme (brûlures étendues, souffrance cérébrale aiguë, intervention chirurgicale lourde, états infectieux sévères, défaillance d'organe aiguë…), le métabolisme de base — la dépense énergétique au repos — va augmenter.

## Étiologie
Des maladies telles que l'anorexie mentale ou encore l'obésité peuvent conduire à un état de dénutrition. Les décompensations œdémateuses (notamment ascite ou œdème des membres inférieurs) représentent également un facteur favorisant, la surcharge hydrosodée dans les tissus extra-cellulaires induisant la dilution des protéines et leur malabsorption cellulaire.
La perte d'appétit lié à l'âge ou à un traitement médical peut également conduire à la dénutrition. Différentes maladies altérant à terme la conscience (maladie d'Alzheimer, coma, maladie mentale ou encore syndrome de Korsakoff) sont des facteurs prédisposant la dénutrition.
Le processus de cicatrisation (plaie opératoire, escarre) sollicite des ressources protéiques supplémentaires, et de facto peut conduire à un état de dénutrition en l'absence de supplémentation nutritionnelle.
Un mauvais état du système digestif peut conduire à la dénutrition. Les facteurs sont variés et regroupent les affections de la bouche (mucite, mauvais état dentaire), difficultés à la digestion (nausées, vomissements, constipation), maladies digestives (ulcère gastroduodénal, divers syndromes de malabsorption).
D'un point de vue social, de mauvaises conditions d'hygiène alimentaire peuvent conduire à la dénutrition : c'est le cas notamment dans le contexte de famine ou encore de pauvreté. L'alcoolisme provoquant primairement un syndrome de Korsakov (et une baisse de vigilance), induit également la composante sociale de la dénutrition.

## Diagnostic

### Clinique
Le diagnostic clinique repose principalement sur l'observation des variations du poids d'un individu. Ce critère n'est cependant pas franc (notamment dans le cas de l'obésité). D'autres signes comme des signes phanériens (pli cutané), amaigrissement visible, et plainte de la personne sont pris en compte.
L'étude de la valeur et des variations au cours du temps de l'indice de masse corporelle (IMC) permet d'orienter le diagnostic de dénutrition. Les valeurs admises pour l'estimation d'un état de maigreur (et donc de dénutrition) sont :
- pour une personne de 18 à 69 ans, un IMC inférieur à 18,5 ;
- pour une personne de 70 ans et plus, un IMC inférieur à 21 et pour la forme sévère inférieure à 18 ;

La perte de poids au cours des six derniers mois est essentielle pour le dépistage de la dénutrition :
- une perte de poids > 5 % en un mois ou >10 % en six mois traduit une dénutrition.
- une perte de poids > 10 % en un mois et/ ou >15 % en six mois traduit une dénutrition sévère.

(selon l'HAS)
La clinique permet également de déterminer la qualité et la quantité de l'ingesta d'une personne sur une période donnée. En moyenne, les besoins nutritionnels d'une femme adulte sont de 2 000 kcal par jour, et ceux d'un homme de 2 500 kcal. Un bilan nutritionnel permet de comparer la qualité et la quantité des apports (par l'évaluation de la valeur nutritionnelle de chaque aliment) et des pertes et dépenses énergétiques. Un score négatif oriente l'installation d'un état de dénutrition. En outre, la valeur du score permet d'anticiper le traitement à mettre en place et la nature de la supplémentation nutritionnelle à prévoir.

### Biologique
L'étude du ionogramme, de la glycémie et des réserves protéiques (dosage de l’albumine et de la transthyrétine) oriente le diagnostic. D'autres paramètres permettent de déterminer les facteurs favorisants (pour un processus inflammatoire, une augmentation de la CRP, pour une évaluation des réserves énergétiques, une baisse de la CPK/CKMM par exemple).
L'albuminémie, en l'absence de syndrome inflammatoire et d'hémodilution, est utilisée pour le dépistage de la dénutrition, bien qu'en réalité elle soit plus prédictive de la morbi-mortalité que d'un diagnostic de certitude de la dénutrition :
- pour les personnes de moins de 70 ans, la dénutrition est atteinte si l'albuminémie est inférieure à 30 g/L. Une grave dénutrition est diagnostiquée à moins de 20 g/L.
- pour les personnes de 70 ans et plus, la dénutrition est atteinte si l'albuminémie est inférieure à 35 g/L. Une grave dénutrition est diagnostiquée à moins de 30 g/L.

## Traitement
Le traitement de la dénutrition est à la fois étiologique (celui des causes), préventif, et celui de l'état de dénutrition en lui-même. Le traitement des étiologie est aussi varié que la nature des causes.
Le traitement de la dénutrition consiste quant à lui en la prévention de la dénutrition, au dépistage, à l'évaluation et à la surveillance de l'état de dénutrition, en une supplémentation nutritionnelle au besoin, voire in fine une éducation thérapeutique aux bonnes pratiques alimentaires.
Une recommandation de l'Afssaps en France prévoit que pour une personne hospitalisée, un apport de 30 kcal/jour/kg est une valeur de référence afin de prévenir la dénutrition[réf. souhaitée]. Des suites d'un bilan nutritionnel, la stratégie thérapeutique peut s'orienter sur une assistance nutritionnelle dans les formes les moins graves (enrichissement protéino-énergétique de l'alimentation, compléments nutritionnels, et fractionnement de la prise alimentaire) ou encore vers une nutrition entérale ou parentérale.

### Prévention
La prévention de la dénutrition est possible notamment chez la personne âgée en institution. 30 à 70 % des personnes âgées sont dénutries en maison de retraite. Ces dénutritions sont souvent liées à la maladie et au grand âge mais aussi à une sous-alimentation et à un manque de personnel. Un outil est en cours de réalisation, le « Diagramme Iso-Nutritionnel » de Didier Buffet. Le DIN permettra de dépister, de prévenir et de suivre les patients âgés. Cet outil utilise quatre critères : l'albuminémie, la CRP, la variation du poids et l'IMC. Une étude médico-économique cherchera à démontrer qu'investir dans le Coût Aliment Moyen journalier (qui est de 3 euros en France) et dans le ratio personnel/résidents (qui est de 4/10 en France contre 10/10 en Suisse, 12/10 en Allemagne, 11/10 en Suède) cela permettra de mieux nourrir les personnes âgées et ainsi éviter les cascades de complications très coûteuses induites par une politique de contrôle des coûts. Cette étude aura pour but de démontrer que cette politique s'avère beaucoup plus coûteuse en termes de dépense de santé du fait des dommages collatéraux qu'elle induit : dénutrition, baisse du système immunitaire, infections, escarres, manque de personnel, dépressions, absentéisme, maltraitance, etc.
En 2019 les sociétés savantes se dirigent vers la suppression de l'Albuminémie comme critère de dépistage de la dénutrition car celle-ci n'est pas spécifique. C'est bien l'anthropométrie (notamment le poids) qui doit être le critère principal de dépistage. Une perte de poids inexpliquée doit immédiatement poser la question d'un risque de dénutrition et occasionner des recherches d'étiologie.

### Supplémentation orale
Il est possible d'augmenter les apports en énergie et en protéines en :
- enrichissant les plats en protéines et calories[2] et ne pas limiter la consommation de produits gras, sucrés et riches en protéines
- fractionnant la prise alimentaire, en instillant une convivialité lors des repas avec selon la situation mise en place d’aide physique ou psychologique.
- utilisant des compléments nutritionnels oraux industriels (en général, 1 à 2 kcal/ml et riches en protéines). Il existe également des produits adaptés à certaines pathologies (escarres, insuffisance rénale).

### Supplémentation entérale
L'alimentation entérale est indiquée en cas de dénutrition sévère ou d’échec de la supplémentation orale.
Elle nécessite une hospitalisation de quelques jours, et s’effectue grâce à la pose d'une sonde naso-gastrique lorsque la durée prévue est inférieure à 6 semaines ou par sonde de gastrostomie ou de jejunostomie lorsque la durée prévue est supérieur à 6 semaines, ce qui permet ainsi d'aider à couvrir les besoins protéino-énergétiques. Elle peut être prescrite pour la journée (en continu) ou en nocturne (le patient pourra ainsi continuer à manger normalement la journée).
Le patient doit être en position semi-assise afin d’éviter une pneumopathie de déglutition par reflux gastro-œsophagien. L’autre complication est la diarrhée (colonisation bactérienne de la sonde, débit de la sonde élevé, mauvaise tolérance, etc.)

### Supplémentation parentérale
La nutrition parentérale est indiquée lorsque le tube digestif est non fonctionnel (occlusion digestive, iléus complet, intestin court, nausées/vomissements sévères) : la nutrition parentérale est alors totale. Lorsque les apports oraux et entéraux sont insuffisant, on parle d’assistance nutritionnelle.
L'alimentation parentérale utilise une voie centrale (ou périphérique) comme une veine sous-clavière, une veine fémorale ou une veine jugulaire interne. Les inconvénients de la nutrition parentérale sont les risques infectieux, le coût élevé et surtout le fait qu'il contourne le tube digestif (les entérocytes ne sont alors pas nourris). C'est donc pourquoi, si le tube digestif est fonctionnel il faut toujours utiliser la nutrition entérale.
L’arrêt doit être progressif afin d’éviter des troubles métaboliques (hypoglycémie par exemple).

## Conséquences
- Altération de l'état général : amaigrissement, asthénie et anorexie sont très fréquents
- Troubles psychiques : confusion mentale, apathie, syndrome dépressif
- Troubles digestifs : diarrhée ou fécalome (pouvant aboutir à l'occlusion intestinale si non pris en charge)
- Escarres : apparition ou entretien d'escarre
- Chutes et fractures : diminution de la masse musculaire favorisant les chutes, le manque de calcium et de protéines fragilisant l'os qui casse ainsi plus facilement.
- Perte d'autonomie : diminution de la masse musculaire pouvant affecter l'autonomie de la personne dénutrie à court, moyen et long terme.
- Complications post-opératoires : selon la nature de la chirurgie.

## Incidence et prévalence
En France, un rapport de 2002 de la Haute Autorité de santé indique qu'environ 50 % des personnes hospitalisées souffrent d'un problème de dénutrition.